# Móric Benyovszky

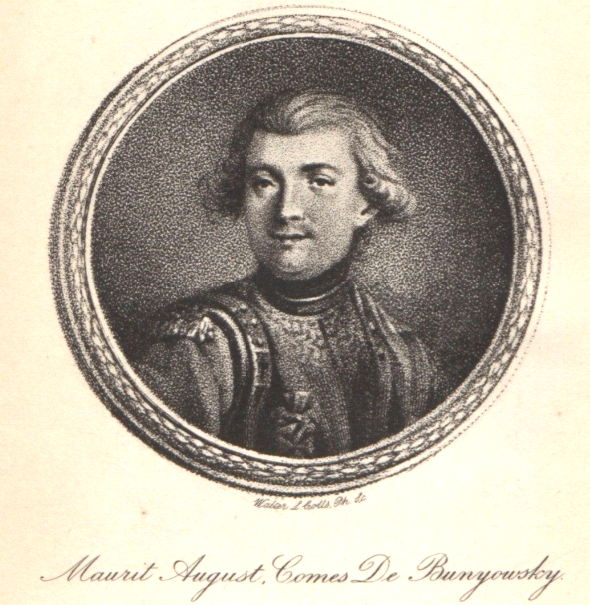
Móric Beňovský

Móric Beňovský (20 de septiembre de 1746, Verbó, Reino de Hungría, hoy Eslovaquia – 23 de mayo de 1786, Imerina, hoy Madagascar) fue un aventurero, explorador, colonizador del Reino de Hungría, rey de Madagascar, coronel francés, comandante del ejército polaco y oficial austriaco. Wue se describió a sí mismo como húngaro y polaco.Fue el primer europeo en navegar el norte del Océano Pacífico (mucho antes de que James Cook y Jean-François de La Pérouse). Autor del libro Memorias de viajes. Se le considera un héroe nacional en Hungría, Polonia y Eslovaquia.
Beňovský fue un típico representante de la Ilustración, época del desarrollo del transporte, comercio y descubrimiento de nuevos territorios. Fue:
- El primer europeo en navegar el norte del Pacífico, pues exploró la costa oeste de Alaska, entre la boca de Yukon y Kuskokwin, navegando a lo largo de la isla Unimak, la isla más grande en la cadena de las islas Aleutianas. Su viaje a Macao (sur de China, en aquel tiempo una colonia portuguesa) fue el primer viaje que se conoce desde la costa noroeste de América hasta la costa sudeste de Asia.
- La primera persona en explorar la Isla San Lorenzo.
- Un explorador destacado de Madagascar y el primer rey de Madagascar unido.
- El primer eslovaco en visitar cuatro continentes (Europa, Asia, África, América).
- El primer autor de un superventas mundial de origen eslovaco.
- El primer eslovaco que influyó en el desarrollo histórico de varios países (Polonia, Estados Unidos, Francia, Austria, Madagascar).

## Biografía
Nació en 1746 en Vrbové, un pueblo eslovaco, donde también pasó su infancia. Empezó su carrera como oficial del ejército austriaco (Eslovaquia en aquel tiempo pertenecía al Reino de Hungría que era una provincia de la monarquía austriaca) en la Guerra de los Siete Años. Sin embargo, sus opiniones sobre la religión y la relación con las autoridades provocaron que se viera obligado a marcharse de la monarquía. 
En 1768, apoyó el movimiento nacional polaco, aglutinado alrededor de la Confederación de Bar, que luchaba contra la intervención del Imperio ruso en Polonia. Los rusos lo capturaron e internaron en Kazán y después lo enviaron al destierro a Kamchatka. Beňovský y otros prisioneros lograron escapar de allí y empezaron un viaje descubridor por el norte del Pacífico (Beňovský se considera el primer europeo en navegar en este territorio).
En 1772, llega a París donde causó una gran impresión en el rey Luis XV. Éste le ofrece representar a Francia en la isla de Madagascar. Beňovský acepta y, cuatro años más tarde, fue elegido por los jefes tribales el “ampansacabe” o rey de Madagascar. De regreso a Francia, Luis XVI ordenó promocionarlo al cargo de general, además de otorgarle la orden militar de San Luis y una pensión vitalicia.
Durante su estancia en París se hizo buen amigo de Benjamin Franklin, que en aquel tiempo trabajaba allí como enviado. Beňovský conocía también al conde polaco Kazimierz Pułaski, quien en 1777 llevó a los Estados Unidos una carta de Beňovský en la que ofrecía a la revolución americana Madagascar como una base militar en la lucha contra Inglaterra. Sin embargo, el Congreso Continental rechazó la propuesta. Más tarde, Beňovský ofreció su servicio a la corte austriaca donde reinaba María Teresa . Austria, que anteriormente lo había expulsado de su territorio, cambió de opinión sobre un explorador tan famoso y le otorgó amnistía. En 1778 María Teresa lo promocionó a conde, pero rechazó sus proyectos del comercio marítimo en el Reino de Hungría –el establecimiento de una ruta comercial desde Komárno (una ciudad del sur de Eslovaquia) a Rijeka (un puerto en Croacia). Entre 1778 y 1779 tomó parte en la guerra entre Austria y Prusia. 
En 1779 viajó a América para hablar con el conde Pułaski y de este modo ofrecer sus servicios a la revolución americana. Le dieron permiso para luchar bajo el mando de Pułaski en la batalla de Savannah. Pułaski murió de las heridas sufridas en la batalla en los brazos de Beňovský. Con la muerte de Pułaski terminó también la primera estancia de Beňovský en América. Volvió más tarde, en 1782, cuando se reunió por medio de Benjamin Franklin con George Washington y su mujer y les ofreció formar un ejército en Alemania para apoyar la revolución americana. Aconsejado por Washington, reescribió y de nuevo presentó su antigua propuesta al Congreso Continental. Sin embargo, de repente mejoraron las relaciones de las colonias americanas y Gran Bretaña, por lo tanto la propuesta no fue aceptada.
Cuando volvió a Eslovaquia, recibió una carta del emperador José II de Habsburgo que le daba la autorización para establecer una colonia austriaca en Madagascar, pero al final el proyecto no se realizó por razones económicas.
Como no tuvo éxito en conseguir reconocimiento de parte de Francia, Austria ni de EE. UU., en 1783 le pidió al gobierno de Reino Unido que le concediera permiso para su expedición a Madagascar. En este año también entregó sus memorias escritas en francés a João Jacinto de Magalhães, que las tradujo al inglés y las publicó. Más tarde fueron traducidas a otros idiomas y el libro se convirtió en un superventas mundial.
En 1784, Beňovský le dio la autorización a J.H. de Magallenes para representar a Madagascar en todos los asuntos políticos y económicos. En el mismo año emprendió su segunda expedición a la isla, adonde llegó en el año 1785, esta vez como representante de Inglaterra. Organizó aquí una sublevación de los indígenas contra la colonia francesa Foulpointe. Después empezó a fundar la capital de su imperio, Mauritania (nombrada así en su honor), en Cape East que es el punto más oriental de la isla. 
En 1786, Francia envió en secreto a Madagascar una expedición y atacó inesperadamente la isla el 23 de mayo. Beňovský murió durante la lucha y fue enterrado allí, junto con dos fugitivos rusos, que lo habían acompañado en la huida de Kamchatka años antes.